# Ridderorden in Kiribati
De republiek Kiribati heeft drie ridderorden ingesteld.
- De Grote Orde van Kiribati 1988 (Ana Tokabeti Kiribati)
- De Nationale Orde van Kiribati 1987 ( Ana Kamoamoa Kiribati)
- De Orde van Verdienste 1986 ( Boutokan Toronubwain Kiribati)